# Aesch (Basileia-Campo)
Aesch é uma comuna da Suíça, situada no distrito de Arlesheim, no cantão de Basileia-Campo. Tem 7,39 km² de área e sua população em 2018 foi estimada em 10.352 habitantes.